# رابطه جنسی بی‌تعهد
رابطه جنسی بی‌تعهد یا رابطه جنسی بدون رانده‌وو نوعی از رابطه است که در آن رابطه جنسی تفننی و هرچه که با آن مرتبط است، همچون هم‌خوابگی یک‌شبه بی آنکه لزوماً صمیمیت عاطفی، پیوند انسانی یا رابطه متعهدانه‌ای در کار باشد، پذیرفته شده و حتی آن را تشویق می‌کند.
به‌طور کلی این فرهنگ در میان نوجوانان غربی و به‌ویژه، دانشجویان آمریکایی رایج است. این نوع رابطه، کارهایی همچون بوسیدن یا هر کار جنسی که میان دو شریک جنسی جریان داشته باشد را شامل می‌شود. این اصطلاح از سال ۲۰۰۰ در ایالات متحده به‌طور گسترده‌ای مورد استفاده قرار گرفت.
بیشتر پژوهش‌ها در مورد این گونه از روابط متمرکز بر دانشجویان دانشگاه‌ها و کالج‌های ایالات متحده آمریکا بوده‌است. نوجوانان و بزرگسالان نوظهور به دلایل مختلفی از رابطه جنسی بی‌تعهد استقبال می‌کنند که ممکن است شامل دست‌یابی به حس خشنودی جسمی فوری، برآوردن نیازهای عاطفی و درگیر شدن در آن به منظور یافتن یک شریک زندگی عاشقانه طولانی‌مدت بشود. رسانه‌ها، دیگر به رابطه جنسی بی‌تعهد به مثابه یک وحشت اخلاقی عمومی نمی‌نگرند. با آمدن اپ‌های موبایل دوست‌یابی و وب‌سایت‌های دوست‌یابی، رابطه جنسی بی‌تعهد به‌ویژه در میان مردان مردآمیز شکل تازه‌ای به خود گرفته‌است.

## تاریخچه
جاستین گارسیا، زیست‌شناس تکاملی و دیگران رابطه جنسی بی‌تعهد را به عنوان یک «انقلاب فرهنگی» توصیف کرده‌اند که از دهه ۱۹۲۰ آغاز شده‌است. دو تاریخ‌دان به نام‌های دمیلیو و فریدمن، معتقدند که آغاز این گونه از روابط جنسی گاه به گاه، از جمله روابط جنسی دانشجویان، حتی به پیش‌تر از دهه ۱۹۲۰، یعنی دهه ۱۸۰۰ بازمی‌گردد. آن‌ها شرح این پدیده و چگونگی شکل‌گری آن توسط نیروهای تاریخی و فرهنگی را مورد بررسی قرار داده‌اند. لیزا وید، یک جامعه‌شناس، بیان می‌کند که مردان سفیدپوست قرن نوزدهم اغلب با تن‌فروشان، زنان فقیر و زنانی که به بردگی گرفته می‌شدند، رابطه جنسی بر قرار می‌کردند. مردان هم‌جنس‌گرا نیز در طی دهه ۱۸۰۰ میلادی نیز رابطه جنسی بی‌تعهد را پذیرفته و در فضاهایی با طبیعت گذرا مانند اسکله‌ها و پانسیون‌ها با هم قرار می‌گذاشتند. از دهه ۱۹۲۰، دوران نامزدی جای خود را به رابطه جنسی بی‌تعهد داده‌است. پیشرفت‌های فناوری، مانند اتومبیل و سینما، زوج‌های جوان را از خانه والدین خود بیرون آورده و از چشمان مراقب آنها دور کرده و به آنها آزادی و فرصت بیشتری برای انجام کارهای جنسی گاه به گاه می‌دهد.
انقلاب جنسی دهه ۱۹۶۰ موجب سستی اخلاق جنسی شد که در نتیجه آن، رابطه جنسی پیش از ازدواج از نظر اجتماعی بیش‌تر مورد پذیرش واقع شد. برخی پژوهش‌گران، از جمله گارسیا و فریتاس، دریافته اند که قرار گذاشتن، گرچه ناپدید نشده‌است اما با مورد استقبال قرار گرفتن رابطه جنسی بی‌تعهد، کاهش یافته‌است.  در اواسط دهه ۱۹۹۰، فریتاس دریافت که ارتباط متقابل یک شکل پذیرفته شده از تعامل جنسی در میان بزرگسالان است؛ به ویژه کسانی که در خواب‌گاه‌های دانشگاهی زندگی می‌کنند. 
طبق یک بررسی توسط گارسیا، این «یک دوره بی‌سابقه در تاریخ جنسیت انسان است.» افراد در سنین بالاتر نسبت به نسل‌های پیشین ازدواج می‌کنند و تشکیل خانواده می‌دهند؛ در حالی که در سنین پایین به بلوغ جنسی می‌رسند. در نتیجه، گارسیا و سایر دانشمندان استدلال می‌کنند که بزرگسالان جوان قادر به تولید مثل از نظر فیزیولوژیکی هستند اما از نظر روانشناختی یا اجتماعی آماده «استقرار» و تشکیل خانواده نیستند.
به گفته گارسیا از نظر سیستماتیک، این تغییرات رشدی یکی از عواملی است که باعث افزایش تمایل به رابطه جنسی بی‌تعهد می‌شود. وی معتقد است که «این یک تغییر فرهنگی محبوب است که به زندگی بزرگسالان نوظهور در سراسر جهان غرب نفوذ کرده.» این بررسی نشان می‌دهد که رابطه جنسی بی‌تعهد در بین بزرگسالان و نوجوانان در آمریکای شمالی به‌طور فزاینده ای عادی شده و در سراسر جهان غربی ریشه دوانده‌است. این امر همچنین نشان‌دهنده یک تغییر قابل توجه در نحوه درک و پذیرش رابطه جنسی غیرعادی است.
گارسیا و دیگران یادآور شده‌اند که "دهه گذشته شاهد انفجار علاقه به رابطه جنسی بی‌تعهد، چه از نظر علمی و چه از سوی رسانه‌های مشهور بوده‌است. تحقیقات در مورد رابطه جنسی بی‌تعهد در یک حوزه انضباطی منفرد قرار نداشته و در چهارراه میان ایده‌های نظری و تجربی قرار گرفته‌است. رابطه جنسی بی‌تعهد مورد توجه طیف گسترده‌ای از علوم، همچون روان‌شناسی، انسان‌شناسی، جامعه‌شناسی، زیست‌شناسی، پزشکی و بهداشت عمومی قرار گرفته‌است. " دشواری در تعریف این اصطلاح می‌تواند به برداشت‌های مختلفی از نحوه فراگیری آن منجر شود. رابطه جنسی بی‌تعهد به دلیل انواع دیدگاه‌های مربوط به میل جنسی در انسان، مبهم تعریف شده‌است. با درک اینکه چرا این فرهنگ در جامعه وجود دارد و چرا افراد این فرهنگ را دوست دارند، امری دشوار است.
به گفته شانون تی. بودرام، «رابطه جنسی بی‌تعهد چیزی بیشتر از یک رابطه سریع نیست؛ یک رابطه جنسی سریع که همچون بوریتو در داخل مایکرویو گرم شود.» رابطه جنسی بی‌تعهد شامل خشنودی سپرده‌شده در سکس، لذت، احساس دوست داشتنی بودن، احساس عاطفی پیوستن به دیگری، فکر کردن در مورد احتمال فراتر رفتن یک رابطه جنسی بی‌تعهد معمولی به یک رابطه طولانی‌مدت و بسیاری چیزهای دیگر است.
به گفته کاتلین بوگل، عبارت 'رابطه جنسی بی‌تعهد' یک «اصطلاح عامیانه» است که به دلیل تنوع گسترده معنای آن، غیررسمی و غیرقابل پیش‌بینی تلقی می‌شود. بسیاری از اصطلاحات عامیانه دیگر برای رابطه جنسی بی‌تعهد مانند «دوستی به منظور نفع شخصی» و «تماس غنیمتی» مورد استفاده قرار می‌گرفتند و هنوز هم استفاده می‌شوند. اصطلاحات دیگر در این رابطه عبارتند از «رابطه جنسی گاه به گاه»، «رابطه جنسی تفریحی» و «رابطه جنسی بی‌بندوبار».

## هنجارهای رفتاری
تعریف رابطه جنسی بی‌تعهد بسته به شخص یا گروه سنی، متفاوت است. رابطه جنسی بی‌تعهد می‌تواند از بوسیدن تا رابطه دهانی یا رابطه کامل جنسی را شامل باشد. اصطلاح «رابطه جنسی بی‌تعهد»، به مثابه نمونه ای از رابطه جنسی گاه به گاه، با رابطه جنسی بی‌تعهد متفاوت است. رابطه جنسی بی‌تعهد عملی است دربرگیرنده صمیمیت جنسی و به گفته بسیاری، یک عمل از نظر جنسی آزادی‌خواهانه است. از سوی دیگر، تصور می‌شود رابطه جنسی بی‌تعهد، ظالمانه و یکپارچه بوده و صمیمیت فقط در یک زمینه خاص اتفاق بی‌افتد. جنیفر اوبری و سیوبان اسمیت دریافتند هنگامی که صحبت بر سر رفتار رابطه جنسی بی‌تعهد و میزان تکرار آن باشد، بین دو جنس، تفاوت‌های اندکی وجود دارد. از دیگر سو، زنان درگیر رابطه جنسی بی‌تعهد هنوز با بدنامی اجتماعی سخت تری روبرو هستند؛ زیرا شان اجتماعی آنها با افزایش شرکای جنسی کاهش می‌یابد. این در حالی است که‌شان اجتماعی مردان با بیشتر شدن شرکای جنسیشان حتی افزایش نیز می‌یابد . همچنین در زمینه مشارکت در رابطه جنسی غیر رسمی نیز بین زن و مرد تفاوت وجود دارد. در حالی که مردان برای افزایش تجارب جنسی و تقویت حس مردانگی خود از روسپیان استفاده می‌کنند، زنان روسپی به این امید تن به این گونه روابط می‌دهند که این روابط طولانی شده و اینکه بتوانند رضایت شریک خود را جلب کنند. در مطالعه ای که توسط دانیل ام. کوریر انجام شد، وی بررسی کرد که چگونه عبارت «رابطه جنسی بی‌تعهد» معانی مختلفی را بسته به اینکه زن یا مرد هنگام توصیف برخوردهای جنسی خود از آن استفاده کنند، منتقل می‌کند. علاوه بر این، کریر خاطرنشان می‌کند که مردان از عبارت «رابطه جنسی بی‌تعهد» برای تأکید بر مردانگی و نمایش دادن دگرجنس‌گرایی خود استفاده می‌کنند. این در حالی است که زنان با استفاده از این عبارت در واقع زنانگی خود را به نمایش می‌گذارند و با این کار احتمالاً گرایش‌های جنسی خود را نادیده می‌گیرند.

## نوجوانان
برخی نظرسنجی‌های آمریکای شمالی که در اواسط دهه ۲۰۰۰ منتشر شده‌اند نشان می‌دهد که بیش از ۶۰٪ یا ۷۰٪ از نوجوانان که از نظر جنسی، فعال بوده‌اند، گزارش کرده‌اند که در یک سال گذشته رابطه جنسی بدون تعهد داشته‌اند. این مورد در پسران بیشتر از دختران بوده‌است. در میان نوجوانانی که تجربه گونه‌ای از رابطه جنسی را داشته‌اند، ۲۸٪ از پسران و ۱۶٪ از دختران گزارش کرده‌اند که باکرگی خود را در رابطه جنسی با کسی که تازه ملاقاتش کرده‌اند یا به دوستی که شریک همیشگی زندگیشان بوده، از دست داده‌اند.
پسران بیشتر از دختران به‌طور همزمان با چندین فرد رابطه دارند و همچنین بیشتر با شخصی که دوستشان نبوده، ارتباط برقرار می‌کنند. برای هر دو جنسیت، درگیر شدن در رابطه جنسی بی‌تعهد به احتمال زیاد با یک دوست پسر یا یک دوست دختر سابق بیشتر از یک شخص آشنای همیشگی است. بیش‌تر نوجوانان (۶۸٪) که با یک دوست یا شریک پیشین خود ارتباط داشته‌اند، دوباره نیز با آنها ارتباط برقرار می‌کنند.
به‌تقریب، نیمی از کل روابط جنسی میان نوجوانان، تنها برای یک بار اتفاق می‌افتد و این برای هر دو جنس یکسان است. تنها ۶٪ از نوجوانان با شخصی که به‌تازگی ملاقات کرده بوده‌اند، رابطه جنسی برقرار کرده‌اند و این برخوردها در ۷۵٪ مواقع تنها برای یک بار اتفاق افتاده‌است. به‌طور کلی، ۲۵٪ از کسانی که تجربه جنسی با یک شریک زندگی را داشته‌اند، با کسی که دوستشان نبوده ارتباط برقرار کرده‌اند. به‌علاوه، ۴۰٪ از کسانی که با شخصی ناآشنا ارتباط برقرار کرده بودند، در ۱۲ ماه پیش از تحقیق، با یک شریک زندگی رابطه برقرار کرده بودند.
پژوهش‌ها نشان داده‌است که بیشتر دختران دبیرستانی علاقه‌مند روابط بلندمدت بوده‌اند و این در حالی است که پسران دبیرستانی بیش‌تر به دنبال سکس بوده‌اند. دختران جوان در مورد برخوردها و تجارب جنسی خود متمایل به صداقت بوده‌اند، در حالی که پسران جوان بیشتر در مورد خود دروغ می‌گفته‌اند. مطالعه دیگری نشان می‌دهد هنگامی که شخصی برای نخستین بار رابطه جنسی برقرار می‌کند، دیگر مسئله رابطه جنسی در آینده برایش کم‌تر اهمیت خواهد شد. طی این مطالعه، مشخص شد که دختران دبیرستانی به اندازه پسران برای داشتن رابطه جنسی اهمیت قائل نیستند. اما برعکس، دختران به منظور یافتن مطابقت با شریک خود رابطه جنسی برقرار می‌کنند.

### رابطه‌ها
برای برخی از نوجوانان، رابطه جنسی و رابطه عشقی دو امر جداگانه محسوب می‌شود.
برخی نگرانند که اگر جامعه رفتار صمیمانه جنسی و ارتباط عاطفی را منع کند، نوجوانانی که درگیر رابطه جنسی بی‌تعهد می‌شوند، در ایجاد روابط صمیمی پایدار در اواخر زندگی با مشکل روبرو خواهند شد. 
سابرینا ویل، روزنامه‌نگار، ادعا می‌کند که «نگرش معمولی نوجوانان نسبت به رابطه جنسی - خصوصاً رابطه جنسی دهانی - نشان‌دهنده سردرگمی آنها در مورد رفتار بهنجار جنسی است.» وی می‌افزاید که آنها «با یک بحران صمیمیت روبرو هستند که می‌تواند آنها را در روابط آینده آزار دهد. هنگامی که نوجوانان قبل از اینکه واقعاً برای روابط جنسی آماده شده باشند، احمقانه رفتار می‌کنند یا نگرشی کاملاً عادی نسبت به رابطه جنسی دارند، با عدم درک صمیمیت نسبت به بزرگسالی پیش می‌روند».

## دانشکده
اسناد تحقیقات تاریخی حاکی از آن است که دانشجویان سفیدپوست، سابقه طولانی در رابطه جنسی دارند. مجلات و نامه‌های مربوط به دهه ۱۸۰۰ نشان می‌دهد که دانشجویان جوان ثروتمند و سفیدپوست با تن‌فروش‌ها، زنان فقیر و زنان برده آمریکایی آفریقایی‌تبار ارتباط برقرار کرده‌اند.
امروزه، طبق یک مطالعه، بیش از ۹۰٪ دانشجویان آمریکایی اظهار داشتند که در دانشگاه آنها رابطه جنسی بی‌تعهد رواج داشته و دانشجویان معتقدند که حدود ۸۵٪ از همکلاسی‌های آنها رابطه جنسی بی‌تعهد کرده‌اند. چندین مطالعه انجام شده‌است که نشان می‌دهد مردان بزرگ‌سال، تعداد بیشتری شریک جنسی گاه به گاه دارند و برخلاف زنان، بیشتر درگیر روابط جنسی غیر معمول می‌شوند. همچنین به نظر می‌رسد که در بسیاری از دانش‌گاه‌های آمریکا، دوست‌یابی، جای خود را به رابطه جنسی بی‌تعهد داده‌است. اگرچه باید گفت که تعریف زنان و مردان از رابطه جنسی بی‌تعهد متفاوت است. مطالعات نشان می‌دهد که بیش‌تر دانشجویان (آخرین داده‌ها بین ۶۰ تا ۸۰ درصد نشان می‌دهد) نوعی تجربه جنسی گاه به گاه دارند. از بین دانشجویانی که درگیر رابطه جنسی بی‌تعهد بوده‌اند، بین ۳۰٪ تا ۵۰٪ گزارش می‌دهند که ارتباط آنها با رابطه جنسی همراه بوده‌است. در ایالات متحده، تعداد زنان در دانشگاه ۴ تا ۳ برابر مردان است و به همین دلیل، برخی محققان معتقدند که عدم تعادل جنسیتی باعث ایجاد رابطه جنسی بی‌تعهد شده‌است؛ چراکه مردان به سبب بودن در اقلیت و محدودیت، قدرت بیشتری در بازار جنسی دارند و از همین روی ترجیح می‌دهند روابط جنسی گاه‌وبیگاه داشته باشند و نه روابط طولانی‌مدت.
با این حال، بیشتر دانشجویان تعداد روابط جنسی را که همسالان آنها درگیر آن هستند، بیش از حد ارزیابی می‌کنند. تنها ۲۰٪ دانشجویان به‌طور منظم ارتباط جنسی برقرار می‌کنند. تقریباً نیمی از آنها گاهی و یک سوم آنها نیز به هیچ وجه وارد روابط رابطه جنسی بی‌تعهد نمی‌شوند. تعداد متوسط دفعات رابطه جنسی بی‌تعهد فارغ‌التحصیلان دانشگاه ۷ مورد است و دانشجویان معمولی در کالج دو شریک جنسی جدید در طول دوره کالج خود پیدا می‌کنند. نیمی از کل ارتباطات جنسی با فرد تکراری است و ۲۵٪ از دانشجویان باکره از دانشگاه فارغ‌التحصیل می‌شوند. دانشجویان دختر آمریکایی آفریقایی‌تبار کمتر از دانشجویان سفیدپوست درگیر رابطه جنسی می‌شوند.
یک مطالعه نشان داده‌است که قوی‌ترین پیش‌بینی کننده رفتار رابطه جنسی بی‌تعهد، تجربه جنسی پیشین در فرد بوده‌است. کسانی که به نوعی درگیر یک رابطه جنسی دخولی بوده‌اند، ۶۰۰٪ بیشتر احتمال دارد که در همان ترم مشابه دوباره چنین روابطی برقرار کنند.
خرده‌فرهنگ می‌تواند نقش‌های جنسیتی را تحت تأثیر قرار دهد و جوانان به ویژه در معرض فشار همسالان خود هستند. عزت نفس نیز یک شاخص مهم است. مردان دارای عزت نفس بالا و زنانی که دارای عزت نفس پایین هستند به احتمال زیاد چندین شریک جنسی دارند، اما در صورت داشتن اعتماد به نفس بالا، رابطه جنسی بی‌تعهد در میان هر دو جنس کمتر است. بیشتر پیش‌بینی کننده‌ها در میان مردان و زنان به ندرت با هم تفاوت دارند.
یک سوم دانشجویان همجنسگرا و دوجنسگرا در کالج، در یک مکان عمومی مانند پارک، کتابفروشی یا سرویس بهداشتی با یک شریک جنسی ناشناس سکس کرده‌اند. جاهای دیگر نیز مانند مناطق عمومی گشت‌زنی جنسی، شبکه‌های اینترنتی گشت‌زنی جنسی و حمام‌ها برای مردان همجنسگرا، محبوب هستند، اما برای لزبین‌ها یا دگرجنسگرایان این مناطق چندان محبوبیتی ندارند.
دانشجویانی که در دانشگاه‌ها درگیر رابطه جنسی بی‌تعهد می‌شوند، ممکن است بعدها با یکدیگر ازدواج کنند. در کالج‌ها، ارتباط رابطه جنسی بی‌تعهد بین دانشجویان در مهمانی‌ها، خوابگاه‌ها و خانه‌های اخوت، بارها و باشگاه‌های اطراف دانشگاه یا کالج اتفاق می‌افتد. به عنوان مثال، مطالعه‌ای بر روی دانشجویان کانادا که قصد داشتند هنگام تعطیلات بهاری وارد یک رابطه رابطه جنسی بی‌تعهد بشوند، نشان داد که ۶۱٪ از دانشجویان مرد و ۳۴٪ از دانشجویان زن، تنها یک روز پس از قرار ملاقات، با شریک زندگی خود رابطه جنسی داشتند.
مطالعه‌ای دیگر بر اساس نظرسنجی از بیش از ۱۸۰۰۰ دانشجوی ۱۸ تا ۲۵ سال شکل گرفت. در این نظرسنجی پرسش‌هایی از جمله دربارهٔ تعداد شریک‌های جنسی آنها از زمان فارغ‌التحصیلی از دبیرستان، تعداد شریک‌های جنسی در سال و تعداد دفعات سکس از دانشجویان پرسیده شده‌است. گزارش شده‌است که کمی بیش از ۵۹٪ دانشجویان در هر هفته یک بار رابطه جنسی برقرار می‌کنند. کمی بیشتر از ۳۱٪ گزارش کردند که کمینه یک شریک جنسی در سال دارند و حدود ۵۰٪ گفتند که از سن ۱۸ سالگی بیش از دو شریک جنسی داشته‌اند. طبق گفته بسیاری از دختران دانشجو، برداشت‌ها از اصطلاح «پسران مایه‌دار» مبنی بر اینکه این گونه مردان، زنان را تنها برای داشتن روابط جنسی می‌خواهند، درست است.

### رابطه‌ها
رابطه جنسی بی‌تعهد به‌طور کلی به رابطه جنسی اشاره دارد. اما بسیاری اظهار می‌کنند که وقتی صحبت از رابطه جنسی بی‌تعهد می‌کنند، به چیزی غیر از آمیزش جنسی اشاره می‌کنند. در رابطه جنسی بی‌تعهد، جوانان اغلب تجربه کمی در رابطه با دوستیابی و ایجاد روابط عاشقانه دارند.   روابط مبتنی بر رابطه جنسی بی‌تعهد به آن‌ها این فرصت را می‌دهد تا با تجربه برخوردهای جنسی گاه به گاه، بتوانند خود را برای شروع روابط عمیق‌تر در آینده آماده کنند. دانشجویان غالباً احساس می‌کنند که این نوع روابط زودگذر تنها گزینه است و همسن و سالان آنها دیگر علاقه‌ای به قرار گذاشتن به منظور روابط عمیق ندارند. این امر با توجه به اینکه امروزه دانشجویان کمتری به این امید که بعدها رابطه‌شان طولانی شود، با هم قرار می‌گذارند، می‌تواند تا حدی درست نیز باشد. مطالعه فریتاس نشان داده‌است که دانشجویان به‌طور کلی احساس می‌کنند که تصمیم درمورد داشتن یا نداشتن روابط مبتنی بر رابطه جنسی بی‌تعهد، خارج از کنترل آنها است و اینکه «رابطه جنسی بی‌تعهد به آنها القا می‌کند که هیچ دوستی‌ای وجود ندارد و آنها به ناچار مجبورند این واقعیت را تحمل کنند.» 
کیمل معتقد است که گرچه بی‌بندوباری جنسی در دانشگاه‌ها در کنار اشکال سنتی‌تر دوست‌یابی همواره وجود داشته‌است، اما اکنون رابطه جنسی بی‌تعهد به «آلفا و امگای عاشقانه بزرگسالان جوان» تبدیل شده‌است.  از سوی دیگر، وید می‌گوید دانشجویان به ندرت وارد یک رابطه تک‌شریکی می‌شوند. این دیدگاه توسط آرمسترانگ، همیلتون و انگلند، که بیان می‌کنند دانشجویان کالج، قرار گذاشتن را به‌طور کلی رها نکرده‌اند، مورد تأیید است. برخی از دانشجویان ادعا می‌کنند که روابط مبتنی بر رابطه جنسی بی‌تعهد با برنامه‌های شلوغ شخصی و شغلی آنها بهتر از قرارهای سنتی همخوانی داشته و بنابراین، آزادی بیش‌تری برای آن‌ها به ارمغان می‌آورد. فریتاس معتقد است که اگر چیزی که دانشجویان می‌خواهند واقعاً دوست‌یابی باشد، زندگی در رابطه جنسی بی‌تعهد اصلاً آن را تأمین نخواهد کرد.
فریتاس اظهار کرده‌است که «رابطه جنسی بی‌تعهد عملی جنسی است که سبب از میان رفتن معنی، هدف و رابطه می‌شود.»  با این حال، بیشتر دانشجویان دوست دارند در یک رابطه عاشقانه باشند. یک مطالعه نشان داده‌است که ۶۳٪ از دانشجویان مرد و ۸۳٪ از دانشجویان زن رابطه عاشقانه سنتی را در مرحله فعلی زندگی خود به رابطه جنسی غیررسمی ترجیح می‌دهند. علاوه بر این، ۹۵٪ از خانم‌ها و ۷۷٪ از آقایان اظهار کرده‌اند که قرار گذاشتن سنتی را به رابطه مبتنی بر رابطه جنسی بی‌تعهد ترجیح می‌دهند. یان کرنر، مشاور جنسی، می‌گوید:» بدون استثنا، [دانشجویان] در مورد یک رابطه طولانی مدت تک‌همسرانه به عنوان هدف نهایی مورد نظر خود فکر می‌کنند.» در حالی که بیش از نیمی از دانش آموزان هر دو جنس می‌گویند که دوست دارند رابطه ای عاشقانه داشته باشند، تنها ۶٫۵٪ (۴٫۴٪ از مردان و ۸٫۲٪ از زنان) انتظار این چنین روابطی را دارند. ۵۱٪ از زنان و ۴۲٪ از مردان سعی کرده‌اند در مورد امکان شروع یک رابطه عاشقانه با یک شریک زندگی مشترک صحبت کنند.
تحقیقات باگل نشان داده‌است که بیش از نیمی از روابط دانشجویان مبتنی بر رابطه جنسی بی‌تعهد آغاز می‌شود. مطالعه فریتاس نشان می‌دهد که وقتی چنین رابطه‌ای آغاز شود، معمولاً پس از ماه‌ها، شامل درگیر شدن در یک سری برخوردهای جنسی می‌شود. همچنین گفتنی است که چنین روابطی که از آن به عنوان رابطه «دوستی برای مزایا» نیز یاد می‌شود، همواره سطح پایین‌تری از رضایت را در افراد ایجاد می‌کند. گارسیا می‌گوید که رابطه جنسی بی‌تعهد می‌تواند به کاهش میزان دوست‌یابی واقعی در بین جوانان منجر شود، اما هرچه افراد کمی پیرتر می‌شوند، تمایلشان به چنین روابطی کاهش یافته و به روابط سنتی روی می‌آورند.
بیش‌تر اوقات، به نظر می‌رسد زن و مرد به اصطلاح با هم «یکی» نیستند. به گفته باگل، بسیاری از مردان معتقدند که زنان اغلب به دنبال چنین روابط مبتنی بر رابطه جنسی بی‌تعهد هستند، به این امید که بعدها بتوانند چنین روابطی را تبدیل به یک رابطه بلندمدت کنند. به عنوان مثال، هنگامی که از یک دانشجوی پسر پرسیده شد که زنان در چنین روابطی به دنبال چه هستند، پاسخ او این بود که بیش‌تر زنان معمولاً از حالت به اصطلاح «بزن و در رو» خوششان نمی‌آید.
وید، جامعه‌شناس با اینکه دانشجویان خواهان روابط تک‌همسرانه و طولانی‌مدت هستند، مخالف است. او به الیزابت آرمسترانگ و لورا همیلتون هانا روزین و کیت تیلور استناد می‌کند که معتقدند رابطه جنسی بی‌تعهد برای زنان خوب است؛ زیرا باعث می‌شود زنان از قید ازدواج و یافتن یک شریک زندگی طولانی‌مدت رها شده و بتوانند روی تحصیلات و پیشرفت حرفه ای خود متمرکز شوند.
فریتاس معتقد است رابطه جنسی بی‌تعهد سبب «عقب‌نشینی» دانشجویانی که اغلب تجربه کمی از قرار ملاقات دارند و در نتیجه، مهارت کمی در یافتن یک شریک عاشقانه دارند، شده‌است. کالج‌ها چنان رغبت به فرهنگ دوست یابی سنتی کاهش یافته‌است که بیش‌تر دانشجویان اظهار کرده‌اند که تنها پس از نخستین قرار گذاشتن اقدام به برقراری رابطه جنسی کرده‌اند. در بعضی از دانشگاه‌ها، قرار گذاشتن سنتی به قدری نادر است که بسیاری از دانشجویان مهارت لازم برای دانستن نحوه درخواست بیرون رفتن از شخصی را ندارند. کالج بوستون حتی دوره ای را در مورد نحوه برنامه‌ریزی و اجرای نخستین قرار ارائه می‌دهد.

### خطرها
بررسی گارسیا نشان داده‌است که زندگی در فرهنگی که رابطه جنسی بی‌تعهد در آن تشویق می‌شود، می‌تواند منجر به آسیب روانی، خشونت جنسی، بیماری‌های مقاربتی یا بارداری ناخواسته شود. بیشتر دانشجویان گزارش می‌دهند که در مورد خطرات ناشی از روابط رابطه جنسی بی‌تعهد نگرانی ندارند؛ به‌ویژه اگر شریک آنها عضوی از دانشگاه خودشان باشد. گارسیا خاطرنشان می‌کند که درگیر شدن در چنین روابطی ممکن است فشار فزاینده‌ای به فرد وارد کند و این می‌تواند منجر به ناراحتی، اضطراب اجرایی و دیگر گونه‌های استرس شود. [69]
برخی مطالعات نشان داده‌است که دانشجویان، اعم از زن و مرد، به‌شدت از درگیر شدن در یک رابطه مبتنی بر رابطه جنسی بی‌تعهد پشیمان هستند. در یک مورد، ۷۷٪ دانشجویان از رابطه جنسی بی‌تعهد ابراز پشیمانی کردند و در یک تحقیق دیگر، ۷۸٪ زنان و ۷۲٪ مردانی که رابطه جنسی مهبلی، مقعدی یا دهانی بدون تعهد داشتند، از این تجربه پشیمان شدند. کسانی که در کمتر از ۲۴ ساعت پس از قرار گذاشتن رابطه جنسی برقرار کرده بودند و کسانی که تنها یک بار اقدام به انجام این کار نموده بودند، بیشترین پشیمانی را ابراز کردند. مردان به دلیل اینکه فکر می‌کردند از شخص دیگری استفاده کرده بودند، متأسف بودند و زنان نیز به این خاطر که احساس می‌کردند از آنها استفاده شده‌است، ابراز پشیمانی کرده بودند. با اینکه زنان معمولاً پس از برقراری رابطه جنسی مبتنی بر رابطه جنسی بی‌تعهد نسبت به مردان احساس بدتری دارند، ۳۹٪ از مردان نسبت به تجربیات خود به شدت ابراز تأسف، شرم و ناامیدی می‌کنند. 
مطالعات دیگر نشان داد که بسیاری از دانشجویان از تجربیات خود پشیمان نیستند. وید با بسیاری از زنان و مردانی که از تجارب خود راضی بودند نیز مصاحبه کرد. مطالعه ورانگالووا و آونگ مشخص کرد که دانشجویانی که از گرایش شخصیتی پایداری نسبت به رابطه جنسی تفننی برخوردار بودند، پس از تجربه چنین رابطه‌ای، احساس می‌کردند حالشان بهتر شده‌است.
برخی تحقیقات نشان می‌دهد که پشیمانی از درگیر شدن در یک رابطه مبتنی بر رابطه جنسی بی‌تعهد، در زنان بسیار بیش‌تر از مردان است. طبق یک مطالعه که روی ۸۳۲ دانشجو انجام شده‌است، ۲۶٪ از زنان و ۵۰٪ از مردان واکنش‌های عاطفی مثبت پس از یک رابطه رابطه جنسی بی‌تعهد و ۴۹٪ از زنان و ۲۶٪ از مردان واکنش‌های عاطفی منفی گزارش کرده‌اند. بر اساس یک مطالعه، کمینه چهار توضیح در مورد این که چرا زنان ممکن است بیش از مردان از رابطه جنسی بی‌تعهد پشیمان شوند، وجود دارد که از این قرارند: ۱- زنان ممکن است نگرش‌های مختلفی نسبت به روابط جنسی و روابط معمولی داشته باشند. ۲- ممکن است اختلافاتی در آغازگری روابط جنسی و عاملیت در روابط مبتنی بر رابطه جنسی بی‌تعهد وجود داشته باشد. ۳- ممکن است در کمیت ارگاسم در یک رابطه رابطه جنسی بی‌تعهد تفاوت وجود داشته باشد. ۴- ممکن است در درک نابرابری در رسیدن به ارگاسم در حین یک رابطه رابطه جنسی بی‌تعهد تفاوت وجود داشته باشد. مطالعات دیگر، مانند ورانگالوا و آونگ، هیچ تفاوتی از نظر جنسیتی نشان ندادند.
پشیمانی از رابطه مبتنی بر رابطه جنسی بی‌تعهد ممکن است با نتایج عاطفی منفی، به ویژه در زنان مرتبط باشد. طبق مقاله ای از استیون ای. رهادز، لورا وببر و دیگران، «هرچه زنان در طول زندگی خود شریک‌های جنسی بیشتری داشته باشند، احتمال افسردگی، گریه‌های هرروزه و گزارش رضایت نسبتاً کمت از زندگی، وجود دارد.» مارک رگنروس و جرمی اوکر، در کتاب رابطه جنسی پیش از ازدواج در آمریکا: چگونه جوانان آمریکایی با هم قرار می‌گذارند، همسر می‌شوند و دربارهٔ ازدواج فکر می‌کنند، گزارش می‌دهند که داشتن شریک جنسی بیشتر با «اوضاع عاطفی بدتر در زنان همراه است، اما در مردان این‌طور نیست.»
انجمن روان‌شناسی آمریکا همچنین می‌گوید که رابطه جنسی بی‌تعهد می‌تواند باعث احساس گناه و احساسات منفی دیگر شود. در مطالعه ای روی ۱۶۹ زن و مرد با تجربه جنسی که در میخانه‌های ویژه مجردها انجام شد، از آن‌ها پرسیده شد که نظرشان راجع به این جمله را بگویند: «من نسبت به رابطه جنسی با شخصی که تازه ملاقات کرده‌ام احساس گناه می‌کنم یا بعداً خواهم کرد» مشخص شد که ۳۲ درصد از مردان و ۷۲ درصد از زنان با این جمله موافق بوده‌اند.
دانشجویانی که به فریتاس گزارش کردند که به شدت از رابطه جنسی بی‌تعهد ناراحت هستند، می‌گویند این گونه روابط باعث شده‌است که آنها، احساس‌های نظیر مورد استفاده واقع‌شدن، بدبختی، انزجار و ناراحتی پیدا کنند.  کارشناسان معتقدند به منظور پیش‌گیری از قربانی شدن در چنین فرهنگی، «نخستین قدم، اعتراف به خطرات موجود در رویکرد ارتباط آسان و آسان برای دوستیابی و رابطه جنسی است.» در یک مطالعه کیفی، تنها ۲٪ افراد احساس مطلوب‌بودن پس از یک رابطه رابطه جنسی بی‌تعهد را گزارش کردند. از سوی دیگر، بیش از یک سوم احساس پشیمانی یا ناامیدی کردند و باقی نیز احساس عصبانیت و ناراحتی کردند.

### فرهنگ همسالان
دانشجویان، ایده‌های جنسی و اعمال جنسی خود را برپایه فرهنگ همسالان پایه‌گذاری می‌کنند. بدین معنی که دانشجویان هم سن و سال، موقعیت‌های جنسی در زندگی شخصی خود را به نسبت دیگر دانشجویان سنجیده و بدین صورت، رابطه جنسی بی‌تعهد شکل می‌گیرد. کاتلین باگل، فرهنگ همسالان در دانشگاه‌ها را «عرصه جنسی» توصیف می‌کند. دانشجویان می‌توانند با توجه به صمیمیتی که در روابط دیگر دانشجویان می‌بینند، موجودیت جنسی خود را در زندگی، کشف و ایجاد کنند.
این فرهنگ همسالان نه تنها در بین دانشجویان، بلکه ممکن است از همان زمان شروع بلوغ جنسی در مدارس راهنمایی برای هر دو جنس از سن یازده تا چهارده سالگی شروع به رشد کند. به‌طور کلی، بلوغ جنسی زمانی اتفاق می‌افتد که تمایلات جنسی و خودآگاهی افراد برای شکل‌گیری این جنبه از هویت اجتماعی خود تبدیل به مرکز اصلی توجهاتشان می‌شود. پس از ورود به دانشگاه، برای بیش‌تر دانشجویان، حضور والدین کاهش می‌یابد و دانشجو، احساس آزادی بیش‌تری می‌کند که بتواند واقعاً هویت خود را کشف و گسترش دهد. از همین روی، هویت جنسی در این «عرصه جنسی» است که شکل می‌گیرد.
به گفته باگل، در دانشگاهی که وی در آن تحصیل کرده، دانشجویان به شدت به زندگی خصوصی یکدیگر علاقه‌مند هستند. این آگاهی از همه اتفاقات زندگی دانشجویان دیگر باعث بسته شدن حریم خصوصی شده و دانشگاه را به محلی باز در رابطه با روابط دیگران و صمیمیت جنسی تبدیل کرده‌است. دانشگاه یک محیط کاملاً عمومی است و هر نوع فعالیت جنسی یا ابراز محبت عمومی در ان همچون مهمانی‌ها، در معرض دید دیگران است. بینندگان این فعالیت در مورد آنچه مشاهده شده فرایند را تحلیل و تفسیر کرده و فرضیه خود را در رابطه با آن شکل می‌دهند. این نوع فعالیت‌های جنسی یا نمایش عمومی عاطفه، ممکن است به اندازه گفتگوی دو نفر که عاشقانه با یکدیگر در یک مکان بزرگ در دانشگاه صحبت می‌کنند یا به اندازه دو نفر که در یک مهمانی با هم به اتاق خواب می‌روند، به شدت بی‌معنی باشد.
این فرهنگ همسالان با دسترسی دانشجویان به ابزار ارتباطات سریع، مانند ارسال پیام کوتاه روی تلفن‌های همراه و چندین اپ رسانه‌های اجتماعی، تکامل یافته و تشدید شده‌است. اکثر این اپ‌ها، نمایه‌های هویتی، افکار عمومی و آلبوم‌های عکس مجازی از دانشجویان در خود دارند که دیگران تنها با یک کلیک می‌توانند ببینند که یک فرد به خصوص، از نظر جسمی، جنسی، روانی، عاطفی و ذهنی چگونه خود را در اینترنت به نمایش می‌گذارد. باگل اظهار داشت که اطلاع از زندگی شخصی دیگران تنها به منظور غیبت کردن نیست، بلکه راهی برای مشاهده، تجزیه و تحلیل و تأثیرپذیری از اعمال جنسی دیگران است. این صرفاً به منظور رسیدن به اهداف فردی انجام می‌گیرد. فرهنگ همسالان جایی است که هنجارها توسط افراد که به شیوه همسالان خود رفتار می‌کنند، به وجود می‌آیند که این سبک معمولی و متداول در تبرئه کردن خود است.

## مواد مخدر و الکل
برخی مطالعات ارتباطی بین رابطه جنسی بی‌تعهد و مصرف مواد یافته‌اند. بیش‌تر دانشجویان گفتند که رفتار مبتنی بر رابطه جنسی بی‌تعهد در آنها پس از نوشیدن الکل رخ داده‌است. فریتاس گفته‌است که در مطالعه خود، رابطه بین نوشیدن، مهمانی و قلیان کشیدن «غیرقابل چشم‌پوشی» بوده‌است. طبق گفته کیمل، تقریباً در همه مواردی که فرد مست بوده، رابطه جنسی برخاسته از رابطه جنسی بی‌تعهد داشته‌است. به‌طور متوسط، پسران پیش از برقراری چنین روابطی ۵ و دختران ۳ نوشیدنی الکلی می‌نوشند. دانشجویانی که گزارش کردند در سال گذشته ماری‌جوانا یا کوکائین استعمال کرده‌اند نیز در آن دوره بیشتر از همسالان خود روابط رابطه جنسی بی‌تعهد داشته‌اند.
حدود یک سوم از دانشجویانی که در درگیر شدن در یک رابطه جنسی مهبلی، مقعدی یا دهانی مبتنی بر رابطه جنسی بی‌تعهد را گزارش کرده‌اند، در حین رابطه، بسیار مست و یک سوم دیگر نیز خماری خفیف داشته‌اند. الکل می‌تواند به عنوان نشانه ای از در دسترس بودن جنسی، یک ضد عفونی کننده، و همچنین بهانه‌ای برای رفتار و عملکرد جنسی ضعیف، انزال زودرس و سایر اختلالات جنسی عمل کند. همچنین الکل به اصطلاح نوعی «مایع جرأت‌بخش» است که به افراد اجازه می‌دهد در وهله اول پیشرفت جنسی حاصل کنند.
مطالعات نشان می‌دهد که میزان مستی به‌طور مستقیم با سطح رفتار پرخطر ارتباط دارد. در یک مطالعه، ۳۳٪ از کسانی که رابطه جنسی مبتنی بر رابطه جنسی بی‌تعهد برقرار کرده بودند، اظهار داشتند که کارشان «غیرعمدی» بوده‌است و احتمالاً به دلیل تأثیر الکل یا سایر مواد مخدر بوده‌است. در یک نظرسنجی از دانشجویان سال اول، دختران گفتند که ۶۴٪ از روابط رابطه جنسی بی‌تعهد آن‌ها پس از نوشیدن الکل اتفاق افتاده‌است. این نتایج شبیه به مطالعه دیگری بود که نشان داد ۶۱٪ از کل دانشجویان کارشناسی پیش از آخرین رابطه جنسی ناشی از رابطه جنسی بی‌تعهد، مصرف الکل را گزارش کرده‌اند.
مطالعات به‌طور کلی نشان داده‌اند که مصرف بیشتر الکل با فعالیت جنسی بیشتر تحت رابطه جنسی بی‌تعهد ارتباط دارد. دانشجویانی که کمترین میزان مصرف الکل را گزارش کرده‌اند نیز کمترین احتمال درگیری در یک رابطه رابطه جنسی بی‌تعهد را داشته‌اند. همچنین، مصرف بیش‌تر الکل با رابطه جنسی دخولی و مصرف کمتر آن با آمیزش جنسی بدون دخول همراه بود. از کسانی که در یک نظرسنجی دربارهٔ رابطه جنسی مهبلی، مقعدی یا دهانی شرکت کرده بودند، ۳۵٪ تن اظهار کردند که بسیار مست بودند، ۲۷٪ گفتند به‌طور خفیف مست بودند، ۲۷٪ بیان کردند که هوشیار بودند و ۹٪ سیاه‌مست بودند.

## گسترش
رابطه جنسی بی‌تعهد در دانشگاه‌ها با جامعه گسترده‌تری در هم آمیخته‌است. از سوی دیگر، برخی از جامعه شناسان استدلال کرده‌اند که رابطه جنسی بی‌تعهد از ویژگی‌های کالج یا دانشگاه‌های آمریکایی است و همه فرهنگ جوانان آمریکایی را منعکس نمی‌کند. بسیاری از فارغ التحصیلان دانشگاهی هنگام ترک دانشگاه دیگر درگیر رابطه رابطه جنسی بی‌تعهد نیستند و به جای آن، به قرار گذاشتن‌های سنتی یا دیگر رفتارهای جنسی روی می‌آورند. برخی دیگر، از جمله مایکل کیمل، گفته‌اند که «رابطه جنسی بی‌تعهد می‌تواند برای سالها» پس از فارغ‌التحصی از دانشگاه «تا سی سالگی و حتی چهل سالگی ادامه یابد.»  ترس افزایش جمعیت به سبب رابطه جنسی بی‌تعهد «وحشت اخلاقی» خوانده شده‌است. تا همین اواخر، کسانی که در مورد ظهور رابطه جنسی بی‌تعهد مطالعه می‌کردند، معمولاً تصور می‌کردند که این عامل توسط مردان هدایت شده و زنان با اکراه وارد آن شده‌اند. زنان بیشتر به روابط طولانی و عاشقانه علاقه دارند تا به روابط جنسی تفننی. با این حال، شواهدی وجود دارد که زنان جوان نیز این فرهنگ را همچون مردان به پیش می‌برند.
رابطه جنسی بی‌تعهد در خارج از محیط کالج یا دانشگاه نیز وجود دارد. اپ‌های موبایل‌های هوشمند مبتنی بر مکان‌یابی شبکه‌های اجتماعی، همچون اپ‌های دوست‌یابی یا همسریابی به‌طور فزاینده ای برای یافتن مکان احتمالی مشتاقان روابط رابطه جنسی بی‌تعهد مورد استفاده قرار می‌گیرند. مردان مردآمیز معمولاً از اپ‌های همسریابی تلفن همراه طراحی شده برای مردان همجنسگرا مانند گرایندر، جکد و اسکراف برای یافتن شریک جنسی استفاده می‌کنند. یک مطالعه خاطر نشان کرد که استفاده بیشتر مردان همجنسگرا از برنامه‌های یافتن شریک جنسی باعث لطمه زدن به زندگی اجتماعی همجنسگرایان شده‌است؛ به ویژه برای آن دسته از مردان همجنسگرا که از نظر طبقه و نسل اجتماعی در حاشیه شهرها هستند. اپ‌های دوست‌یابی طراحی شده برای دگرجنسگرایان پس از گرایندر همجنس گرایان ظهور کردند. به عنوان مثال تیندر در سال ۲۰۱۳ معرفی شد. برنامه‌های همسریابی متنوعی برای زنانی وجود دارد که خود را به عنوان زنان زن‌آمیز معرفی می‌کنند؛ اما آنها تنها به دلیل اینکه پس از برنامه‌های موفقیت‌آمیز برای مردان همجنسگرا ایجاد شدند۷ مورد انتقاد قرار گرفته‌اند. داچ به عنوان یکی از معدود برنامه‌های موفقیت‌آمیز برای زنان زن‌آمیز توصیف شده‌است.
مطالعات دوره‌ای زندگی نشان می‌دهد که هرچه افراد بزرگتر می‌شوند و از نظر ذهنی خود را بزرگ‌سال قلمداد می‌کنند، احتمال رفتارهای جنسی گاه به گاه کمتری دارند. با این حال، دانشمندان علوم اجتماعی بیان کرده‌اند که تحقیقات کمی در مورد زندگی جنسی افراد مسن انجام شده‌است و بنابراین، نتیجه‌گیری قطعی وجود ندارد.

### رسانه‌ها
آکادمی پزشکی اطفال آمریکا استدلال کرده‌است که بازنمایی رسانه ای از رابطه جنسی ممکن است بر رفتار جنسی نوجوانان تأثیر گذاشته و این نظر توسط بسیاری از مطالعات تأیید می‌شود. برخی مطالعات نشان می‌دهد نوجوانانی که فیلم‌هایی با محتوای جنسی بیشتری تماشا می‌کنند، تمایل دارند از سنین پایین از نظر جنسی فعال شوند و رفتارهای جنسی پرخطر بیشتری را انجام می‌دهند. نظر بر این است که رسانه‌ها ممکن است به عنوان «ابرهمسال» برای نوجوانان عمل کنند. این باعث می‌شود نوجوانان به دنبال ایجاد یک هویت جنسی متناسب با تصاویر محبوب خود باشند.  از طرف دیگر، محافظه کاران مخالف رابطه جنسی بی‌تعهد جنجال برانگیخته و مورد انتقاد قرار گرفته‌اند.
تلویزیون‌های کابلی پر از نمایش‌های واقعیتی است که تصویری از مهمانی‌ها و روابط رابطه جنسی بی‌تعهد با شکوه را به نمایش می‌گذارند. یکی از معروف‌ترین این نمایش‌ها برنامه جرسی شور است که از شبکه ام‌تی‌وی پخش شده‌است. مطالعات نشان داده‌است که حدود ۳۵٪ از رفتارهای جنسی نمایش داده شده در تلویزیون‌های کابلی را افرادی انجام می‌دهند «که در روابط متعهدانه مستقر نیستند». در تلویزیون، تک‌همسری جنسی با جنسیت متفاوت است و این نشان می‌دهد مردان از تعهد دور می‌شوند؛ در حالی که زنان این خواسته را دارند. مردانگی بیش‌تر همواره برابر با سکس کردن است و این، احتمالاً بینندگان مرد را وادار می‌کند که رابطه جنسی بی‌تعهد را بیشتر بپذیرند.
با کاهش هزینه رایانه‌های شخصی و افزایش دسترسی‌های آنلاین، هلدمن و وید، به همراه دیگران، استدلال می‌کنند که پورنوگرافی اینترنتی «به عنوان عامل اصلی تأثیر بر نگرش جوانان، به ویژه مردان، نسبت به رابطه جنسی و جنسیت خود، ظاهر شده‌است.» هلدمن و وید معتقدند که افزایش دسترسی به پورنوگرافی از راه اینترنت ، همان چیزی است که به رابطه جنسی بی‌تعهد «دامن می‌زند» و تا حدی، این ایده که «رابطه خوب» در یک رابطه تک‌همسر صورت می‌گیرد را به چالش می‌کشد. گیل داینز، زن‌گرا، اظهار کرده‌است که پورنوگرافی «یک نیروی فرهنگی است که نگرش‌های جنسی یک نسل کامل را شکل می‌دهد» و «یک شکل عمده آموزش جنسی برای پسران امروزی است.»

### عوارض و تاثیرها
نظرهای بسیاری درمورد اینکه چرا بزرگسالان جوان درگیر رابطه جنسی بی‌تعهد هستند، وجود دارد. برخی معتقدند که آن‌ها احساس می‌کنند برای جا افتادن باید این کار را انجام دهند. برخی از دختران نیز گزارش کردند که دلیل اصلی درگیر شدن با در روابط جنسی تصادفی مبتنی بر رابطه جنسی بی‌تعهد به این دلیل است که فکر می‌کنند این همان چیزی است که پسران می‌خواهند. احساس خواسته شدن توسط یک پسر ناز، چیزی است که آنها می‌خواهند و رابطه جنسی بی‌تعهد راهی است که دختران فکر می‌کنند می‌توانند با استفاده از آن، این توجه را به خود جلب کنند. با این حال، بسیاری از دختران و پسران گزارش دادند که با افراد تصادفی ارتباط برقرار می‌کنند تا کسی را پیدا کنند که احتمالاً با او در آینده به‌طور جدی رابطه برقرار کنند. همان‌طور که گفته شد، همه جوانان بزرگسال برای مطابقت با هنجارهای دانشگاه و به دست آوردن لذت جنسی، با یکدیگر ارتباط برقرار نمی‌کنند؛ بلکه به این دلیل که آنها واقعاً می‌خواهند شخصی را پیدا کنند که با آنها ارتباط جدی داشته باشند، دست به انجام این رفتار می‌زنند. تحقیقی توسط محققان دانشگاه لوئیزویل، اوون و فینچام وجود داشت که از ۵۰۰ دانشجوی مقطع کارشناسی تحت تأثیر رابطه جنسی بی‌تعهد خواسته شد احساسشان در مورد تعهد را بیان کنند. حدود ۴۵٪ از دانشجویان مرد و ۶۵٪ از دانشجویان زن اظهار داشتند که می‌خواهند احتمالاً چنین رابطه‌هایی را پایان داده و درگیر یک رابطه جدی بشوند
همچنین مطالعاتی انجام شده‌است که جنبه‌های ذهنی افراد درگیر در روابط جنسی گاه به گاه را بررسی کرده‌است. تحقیقی که توسط ست شوارتز روانشناس انجام شد، نتایجی نشان داده‌است که می‌گوید افرادی که به‌طور تصادفی با هم رابطه جنسی داشته‌اند دارای مشکلات روانشناختی بیشتری هستند. به عنوان مثال، دانشجویانی که در کالج گفته بودند در رابطه جنسی گاه به گاه دخیل هستند، دارای افسردگی و اضطراب و سطح پایین‌تری از عزت نفس، شادی و رضایت از زندگی در مقایسه با دانشجویانی که در سی سال گذشته به‌طور متناوب درگیر نبوده‌اند، هستند. همچنین یک مطالعه روی حدود ۴۰۰ جوان بزرگسال انجام شد که احساس تنهایی و افسردگی می‌کردند و بزرگسالانی که احساس تنهایی و افسردگی کمتری داشتند و در عین حال نیز درگیر رابطه جنسی بودند. آنها سپس تحقیق کردند که چه عواطفی در درگیر شدن افراد در روابط رابطه جنسی بی‌تعهد موثرند. نتایج نشان می‌داد که ارتباط جنسی دخولی باعث می‌شود افرادی که احساس افسردگی و تنهایی بیشتری دارند، علائم افسردگی و احساس تنهاییشان کاهش یابد. در حالی که افرادی که علائم کمتری از تنهایی و افسردگی را بروز می‌دهند، پس از یک رابطه جنسی دخولی، احساس افسردگی و تنهایی در آنها افزایش می‌یابد. مشخص شده سکس دخولی ناشی از روابط رابطه جنسی بی‌تعهد، نه تنها احساس افسردگی در افراد ایجاد می‌کند، بلکه موجب احساس ناراحتی در آنها نیز می‌شود. به عنوان مثال، مطالعه ای توسط رایبر و گارسیا به سال ۲۰۱۰ نشان داد که بسیاری از افرادی که درگیر رابطه رابطه جنسی بی‌تعهد هستند، احساس ناراحتی می‌کنند. آنها همچنین به این نتیجه رسیدند که ۷۸٪ از افراد درگیر در یک رابطه رابطه جنسی بی‌تعهد میزان راحت بودن شریک زندگی خود برای انجام برخی کارها در طول رابطه جنسی را بیش از حد ارزیابی می‌کنند. در مطالعه ای که توسط پاول و همکاران انجام شده، ثابت شده‌است که روابط رابطه جنسی بی‌تعهد تصادفی باعث ایجاد فشار و اضطراب در عملکرد می‌شود.
ادامه سکس جنسیت‌زده بین زن و مرد ممکن است به دلیل رابطه جنسی بی‌تعهد باشد که زن و مرد زیر تأثیر آن قرار دارند. در حالی که به نظر می‌رسد که زنان در بازار جنسی به‌تمای از قدرت برخوردار هستند، بیش‌تر زنان گزارش می‌کنند که برای ارضاع کردن شریک خود رابطه جنسی غیررسمی انجام می‌دهند و با این کار فصد دارند احتمال تبدیل آن به یک رابطه طولانی مدت و حتی ازدواج را افزایش دهند. در حالی که مردان از رابطه جنسی گاه به گاه برخاسته از رابطه جنسی بی‌تعهد برای افزایش تجارب جنسی خود پیش از ازدواج استفاده می‌کنند.
|       | ۱۹۸۸–۱۹۹۶ | ۲۰۰۴–۲۰۱۲ |
| ۰     | ۱۰٪       | ۱۵٪       |
| ۱     | ۲۳٪       | ۲۳٪       |
| ۲     | ۱۶٪       | ۱۳٪       |
| ۳–۵   | ۲۳٪       | ۲۴٪       |
| ۶–۱۲  | ۲۰٪       | ۱۷٪       |
| ۱۳–۲۰ | ۵٪        | ۵٪        |
| ≥۲۱   | ۴٪        | ۳٪        |

## مطالعه بیش‌تر
- Bogle, Kathleen (2008). Hooking Up: Sex, Dating, and Relationships on Campus. New York: NYU Press. ISBN 978-0-8147-9969-7.
- Freitas, Donna (2013). The End of Sex: How Hookup Culture is Leaving a Generation Unhappy, Sexually Unfulfilled, and Confused About Intimacy. New York: Basic Books. ISBN 978-0-465-00215-3.
- Kimmel, Michael (2008). Guyland. New York: Harper. ISBN 978-0-06-083134-9.
- Sax, Leonard (2005). Why Gender Matters. Doubleday. ISBN 978-0-385-51073-8.
- The Kinsey Institute for Research in Sex, Gender, and Reproduction, Indiana University, Bloomington; and Chris Reiber, Sean G. Massey, and Ann M. Merriwether, Binghamton University, State University of New York (2013) Sexual Hook-Up Culture.